# Carolina Magnell
Carol Charlott Magnel, född 11 september 1996 i Stockholm, är en svensk sångerska. Hon var tidigare medlem i musikgruppen Dolly Style, där hon innehade rollen som karaktären Molly.

## Dolly Style
Magnell (Molly) var, tillsammans med Alexandra Salomonsson (Holly) och Emma Pucek (Polly), originalmedlem i musikgruppen Dolly Style när den bildades under sommaren 2014. Hon deltog sedan med gruppen i Melodifestivalen 2015 med bidraget (tillika debutsingeln) "Hello Hi", som skrevs av Emma Nors, Palle Hammarlund och Jimmy Jansson. Hon valde att lämna gruppen i november 2015 och blev senare ersatt av sångerskan Mikaela Samuelsson, som därmed tog hennes plats som karaktären Molly i gruppen.